# Grøntsag
Betegnelsen grøntsag eller grønsag anvendes indenfor ernæringslære og i kulinarisk sammenhæng om den gruppe af (dele af) planter, som bliver anvendt ernæringsmæssigt, men ikke regnes for at tilhøre grupperne blomst, frugt, nød, urt, krydderi, korn eller gryn.

## Bælge
Bælgplanter indeholder proteiner og supplerer dermed med vigtige aminosyrer.
- Bønner
- Kikærter
- Sojabønne. Indeholder proteiner og supplerer dermed med vigtige aminosyrer.
- Ærter

## Frugtlegemer og blomsterlegemer.
- Artiskok
- Blomkål
- Broccoli
- Majs
- Peberfrugt
- Squash

## Krydderurter og andet spiseligt
- Bellis, tusindfryd
- Birkeblade
- Brændenælde
- Bøgeblade
- Citronmelisse
- Fuglegræs
- Hyldeblomst
- Kløver
- Kodriver
- Løvetand, mælkebøtte
- Løvstikke
- Manna
- Rosenblade
- Røllikeblade
- Skovsyre
- Skvalderkål
- Strandkål
- Vejbred

## Kål
- Grønkål
- Hvidkål
- Kinakål
- Rosenkål
- Rucola (kaldes også arugula eller sennepskål)
- Rødkål
- Spinat

## Rodgrøntsager

### Lagdelte
- Hvidløg
- Løg
- Porre
- Purløg
- Skalotteløg
- Rødløg

### Rodfrugter
- Gulerødder
- Ingefær
- Jordskok
- Kartofler
- Knoldselleri
- Kålroe (eller Kålrabi)
- Majroe
- Pastinak
- Persillerod
- Rødbede
- Sukkerroe
- Yams
- Radise
- Peberrod

## Salater
- Grøn salat
- Icebergsalat/Issalat

## Spirer/Stængler
- Asparges
- Bambusskud
- Bladselleri
- Bønnespirer
- Rabarber